# Westfield (Vermont)
Westfield es un pueblo ubicado en el condado de Orleans en el estado estadounidense de Vermont. En el año 2010 tenía una población de 536 habitantes y una densidad poblacional de 5.15 personas por km².

## Geografía
Westfield se encuentra ubicado en las coordenadas 44°52′0″N 72°26′48″O / 44.86667, -72.44667.

## Demografía
Según la Oficina del Censo en 2000 los ingresos medios por hogar en la localidad eran de $31,705 y los ingresos medios por familia eran $35,104. Los hombres tenían unos ingresos medios de $26,576 frente a los $19,766 para las mujeres. La renta per cápita para la localidad era de $13,968. Alrededor del 11% de la población estaban por debajo del umbral de pobreza.